# Academie Minerva Prijs voor Vormgeving

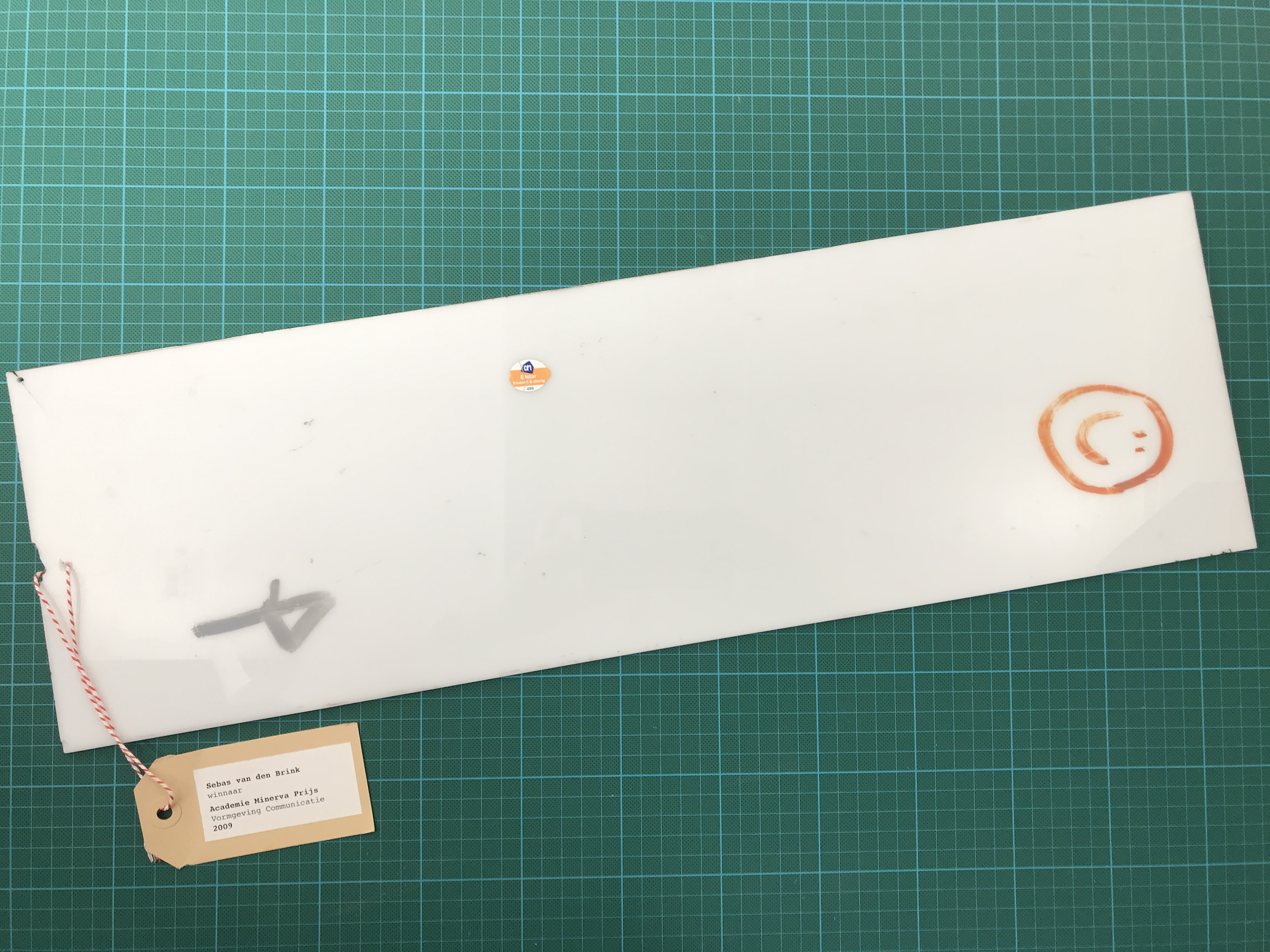
Trofee met label op een snijtafel.

De Academie Minerva Prijs voor Vormgeving is een jaarlijkse prijs die bestaat uit een eenmalig uit te keren geldbedrag en een oorkonde ontworpen door een student van Academie Minerva. Genomineerden worden gekozen uit eindexamenstudenten die de bachelor Vormgeving volgen.
Externe deskundigen nomineren kandidaten voor de prijs uit de opleidingen Vormgeving en Docent Beeldende Kunst en Vormgeving. Daarna selecteert een onafhankelijke jury de winnaar van de prijs. Deze wordt aan het einde van het studiejaar, bij de opening van de eindexamententoonstelling bekendgemaakt.

## Lijst met winnaars Academie Minervaprijs voor Vormgeving
- Fynn van der Ziel (2021)[3]
- Marina Sulima (2020)
- Antonia Oana (2019)[4]
- Sanne Boekel (2018)
- Pim Kraan (2017)
- Jan Hamstra (2016)
- Eva Staal (2015)
- Hannes Scherjon (2014)
- Rikus Brederveld (2013)
- Wouter van Tilborg (2012)[5]
- Jaap de Vries (2011)
- Sebas van den Brink (2009)
- Jaap Eden (2008)